# Voedertang

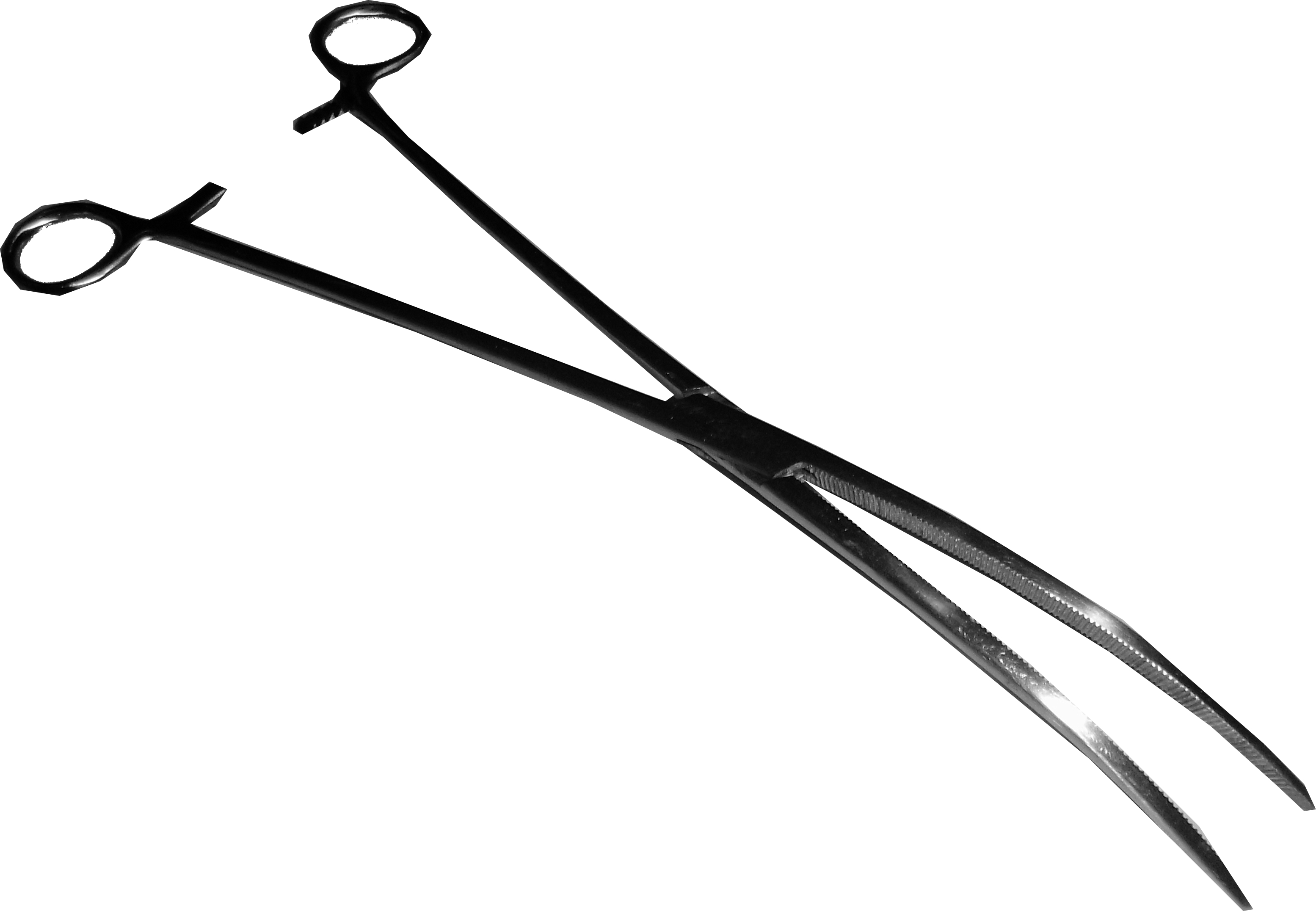
Een stalen voedertang.

Een voedertang is een metalen stuk gereedschap dat wordt gebruikt bij het voederen van dieren in gevangenschap. De voedertang is een alternatief voor het voederen met de hand om verwondingen te voorkomen, omdat het voederen anders te moeilijk is of om dieren gedrag aan te leren.

## Gebruik
Voedertangen worden veel gebruikt bij het voederen van amfibieën en reptielen, maar evenzeer bij vissen, spinnen en andere dieren.

De meeste voedertangen hebben twee ogen voor de vingers. Het kromme einde van de langwerpige bek wordt gebruikt om de dierenvoeder vast te grijpen. Bij sommige voedertangen kan men de twee delen vastklikken om een betere grip te krijgen bij het vastnemen van zwaarder voer. Door met de voedertang te schudden kan een levende prooi worden nagebootst. De meeste voedertangen zijn roestvrij en kunnen zowel voor dieren in terraria als aquaria worden gebruikt. In sommige dierentuinen worden voedertangen gebruikt bij het temmen van varanen, slangen en andere dieren bij voorstellingen.

## Verschillende voedertangen
De meeste voedertangen zijn gebaseerd op een klemschaar. De meeste dierenwinkels hebben verschillende formaten voedertangen. De lengte varieert tussen 14 cm en 40 cm. Er zijn voedertangen zonder scharnier in het midden in de vorm van een pincet. Deze worden gebruikt bij kleinere dieren en worden voederpincetten genoemd.